# Pawłosiów (gemeente)
De gemeente Pawłosiów is een landgemeente in het Poolse woiwodschap Subkarpaten, in powiat Jarosławski.
De zetel van de gemeente is in Jarosław.
Op 30 juni 2004 telde de gemeente 8102 inwoners.

## Oppervlakte gegevens
In 2002 bedroeg de totale oppervlakte van gemeente Pawłosiów 47,49 km², waarvan:
- agrarisch gebied: 81%
- bossen: 9%

De gemeente beslaat 4,61% van de totale oppervlakte van de powiat.

## Demografie
Stand op 30 juni 2004:
| Omschrijving                   | Totaal | Totaal | Vrouwen | Vrouwen | Mannen | Mannen |
| ------------------------------ | ------ | ------ | ------- | ------- | ------ | ------ |
| eenheid                        | aantal | %      | aantal  | %       | aantal | %      |
| inwoners                       | 8102   | 100    | 4158    | 51,3    | 3944   | 48,7   |
| bevolkingsdichtheid (inw./km²) | 170,6  | 170,6  | 87,6    | 87,6    | 83     | 83     |

In 2002 bedroeg het gemiddelde inkomen per inwoner 1248,2 zł.

## Administratieve plaatsen (sołectwo)
Cieszacin Mały, Cieszacin Wielki, Kidałowice, Maleniska, Ożańsk, Pawłosiów, Szczytna, Tywonia, Wierzbna.

## Aangrenzende gemeenten
Chłopice, Jarosław, Jarosław, Przeworsk, Roźwienica, Zarzecze